# Heilinger Höhen
Die Heilinger Höhen sind ein bis 368 Meter über NHN hoher Höhenzug im Nordwesten des Thüringer Beckens, im nordöstlichen Grenzgebiet des Unstrut-Hainich-Kreises zum Kyffhäuserkreis zwischen Schlotheim im Nordwesten und Bruchstedt im Südosten. Sie flankieren beiderseitig den  Schlotheimer Graben, den nordwestlichsten Teil der herzynischen, d. h. nach Südosten verlaufenden Schlotheim-Leuchtenburg-Störungszone. Hierbei folgt ihr Verlauf den Tälern der Bäche Marolteroder Bach (von der Mündung in die Notter in Schlotheim bachaufwärts) und Fernebach (Oberlauf des Schambaches, bachabwärts bis Bruchstedt). 

## Namensgebung
Benannt sind die Höhen nach den südwestlich angrenzenden Dörfern Kirchheilingen, Neunheilingen, Issersheilingen und Bothenheilingen und den nicht mehr vorhandenen Orten Appenheilingen, Altheilingen, Ottenheilingen, Wünschenheilingen sowie Wolfsheilingen.
| Kirchheilingen |

| Neunheilingen |

| Issersheilingen |

| Bothenheilingen |

| Appenheilingen |

| Altheilingen |

| Ottenheilingen |

| Wünschenheilingen |

| Wolfsheilingen |

## Geologie und Geographie
Die Antiklinalstruktur der Heilinger Höhen wird geologisch als Schlotheim-Tennstedter Gewölbe bezeichnet, benannt nach Schlotheim im Nordwesten und Bad Tennstedt im Südosten. Die Heilinger Höhen nordöstlich des Schlotheimer Grabens werden dabei nach dem Ort Allmenhausen Struktur Allmenhausen, die südwestlichen nach Kirchheilingen Struktur Kirchheilingen oder Kirchheilinger (Teil-)Sattel genannt.
Die Heilinger Höhen überragen benachbarte Täler um bis zu 100 Meter und bestehen aus Muschelkalk. Während sie nach außen sehr sanft an Höhenlage abnehmen, fallen sie zum Keuper des Schlotheimer Grabens in einer steilen Schichtstufe ab. So nimmt am Nordosthang des Klosterholzes südlich Marolterodes die Höhenlage innerhalb von 200 horizontalen Metern von 340 auf 300 Meter ab (durchschnittlich 20 % Gefälle), von 330 auf 310 Meter sogar binnen 70 Metern (30 % Gefälle).
Die Höhen sind nur inselartig bewaldet, so am Klosterholz nach Osten, am Lehdenberg nach Südosten und am Großen Hornfeld nach Süden (siehe den Unterabschnitt Erhebungen). Ihre Nordwest-Südost-Ausdehnung beträgt rund 15 Kilometer bei einer Breite von nur wenigen Kilometern. In der Mitte werden die Heilinger Höhen von der Bundesstraße 84 überquert.

### Erhebungen
Nennenswerte Erhebungen der Heilinger Höhen sind:
- Lehdenberg (367,6 m), östlich Marolterodes und nordöstlich des Grabens bzw. des Marolterodaer Baches auf der Landkreisgrenze UH/KYF; Hauptgipfel heißt auch Steinberg, Südostgipfel Schloßspitze
- (Volkenroder Wald (364,1 m), westlich Obermehlers und nördlich Volkenrodas (UH), südwestlich des Nordwestabschnittes des Grabens, der hier der Notter folgt; naturräumlich bereits zur Südostabdachung des Dün gerechnet und nordwestlich abseits der eigentlichen Heilinger Höhen)
- Großes Hornfeld (356,5 m), südlich Freienbessingens (KYF) und nordwestlich des Grabens bzw. des Fernebaches; Waldsiedlung südöstlich des Gipfels (mit Waldgebiet und NSG Großer Horn)
- Klosterholz (345,6 m), südlich Marolterodes und südwestlich des Grabens bzw. des Marolterodaer Baches
- Hoeck (336 m), nordöstlich Issersheilingens (UH) und deutlich links des Grabens bzw. des Marolterodaer Baches
- Leithe (329,8 m), westlich Blankenburgs (UH) und südwestlich des Grabens nah der Wasserscheide zwischen den beiden Bächen
- Steingrabenholz (325,4 m), südöstlich Blankenburgs (UH), der Fernebachquelle und des Grabens
- Kirchberg (298,3 m), unmittelbar südlich Schlotheims (UH) und südwestlich des Grabens bzw. des Marolterodaer Baches nah der Mündung

### Fließgewässer
Der Nordwesten der Höhen entwässert über die Notter, der Westen über den Welsbach, der Süden über den Schambach, der südliche Osten über den Prösebach und der nördliche Osten über Nebenbäche der Helbe zur Unstrut. Auffällig ist insbesondere der Quellenreichtum der außerhalb der unmittelbaren Nähe zum Graben vergleichsweise reliefarmen Landschaft.

### Windkraftanlagen
Zahlreiche Windkraftanlagen beherrschen das Landschaftsbild im Südteil der Heilinger Höhen. Weitere sind im Bau (2012).